# TTJ捷運公車

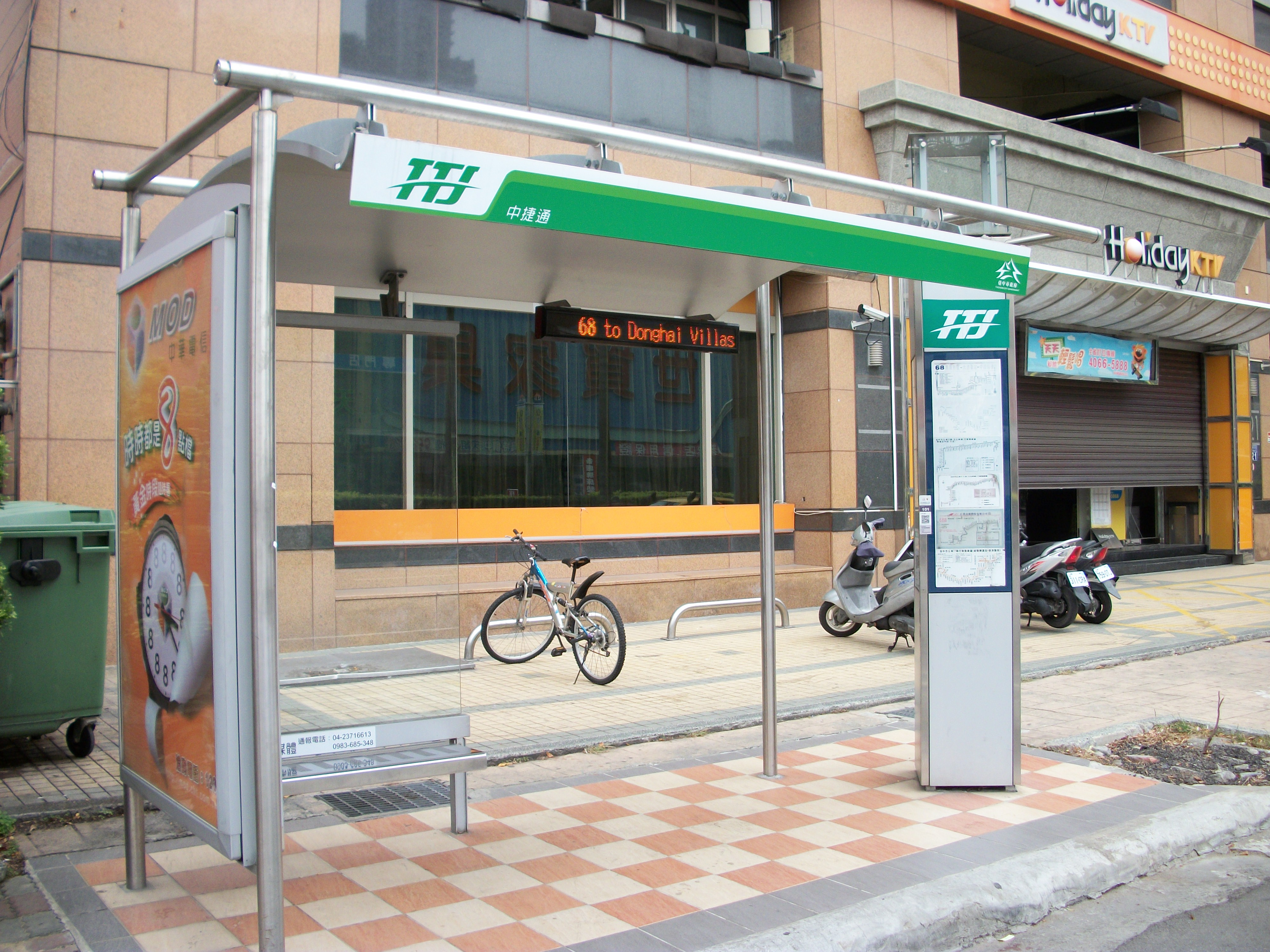
TTJ捷運公車的公車亭，圖為53路文心線的昌平路口站

TTJ捷運公車（Taichung Transit Jet bus），（2009年5月18日─2010年12月31日）推出時口號為天天坐不用錢（TTJBUS），至2011年則以Taichung-city Taichung-county Joint為意涵，是臺中市政府為推廣民眾多使用公車而開辦的一系列新公車路線及免費方案。
此系列公車創立時雖以捷運命名，事實上它並沒有專用道，也沒有專用或優先號誌，更沒有車外收費系統，所以它並不是公車捷運系統，而是屬於捷運先導公車，直到2010年底。實質上為台中市鼓勵民眾多使用公車而開辦的一系列新公車路線及免費公車方案。
最初停靠模式比照捷運模式，將公車站牌間距拉長。第二年開始停站模式比照一般公車辦理，行駛範圍也由原本的臺中市部分市轄區內的主要幹道及地區延伸到台中縣。第三年因為新成立的臺中直轄市將預算補助對象調整為所有的市區公車，此名稱基本失去原本意義。

## 歷史
2009年5月18日，為推廣民眾多使用公車，臺中市政府交通處開辦7條公車路線，以類似捷運的模式行走市內主要幹道。TTJ捷運公車的賣點是「準點、快速、車輛新」，在開辦初期（2009年5月18日至11月17日）由於民眾滿意度愈來愈高，市府加碼辦理，免費延長到12月31日，本系列路線免費供持有指定電子付款卡的乘客免費乘坐。2010年度捷運公車，改成免刷卡也可免費搭乘，但刷卡可享2小時內轉乘優惠，讓市民和遊客在台中捷運通車前先培養乘搭公共交通的習慣。
2009年5月，臺中市政府邀請歌手蔡依林擔任TTJ捷運公車「交通大使」。
2010年1月1日起，TTJ捷運公車自台中市區延伸自鄰近台中縣大里、太平、潭子等鄉鎮市境內。
2011年1月1日起，因為法令限制，TTJ捷運公車的免費搭乘預算要等待新台中市議會審核，原本的路線經過修改後，以市區公車收費模式（按里程計費）。
2011年1月28日，臺中市政府公告本年度TTJ捷運公車的最新路線及免費搭乘方案，至此全台中市區公車均劃歸為TTJ；在預算審查通過後，6月1日起持卡8公里內免費及電子票證4卡通用，9月1日新增和平山線、新社山線、海環線、豐安線等免費路線。

## 路線
路線以其經過的道路命名，並以不同的顏色作標記。
直線路線有兩個總站，乘客需要下車。環線、直線兩種路線大部分為雙向設站，兩個方向的站位多數位於正對面。

### 2009年
以下為2009版TTJ捷運公車七條路線（51、52、53、54、55、56、57）
2009年當時的路線
51路
- 路線名稱：█ 英才雙十循環線
- 營運客運：彰化客運
- 路線設計：環狀
- 公車停靠站：
  - 臺中車站、干城、臺中公園、臺中一中、莒光新城、學士路口、光大里、臺中二中、文莊里、篤行國小、西屯路口、中港路口、公益路口、英才郵局、文化中心、忠信國小、貴和停車場、臺中女中、繼光街口。

52路
- 路線名稱：█ 忠明進化循環線
- 營運客運：統聯客運
- 路線設計：環狀
- 公車停靠站：
  - 中興大學（興大路正門旁；起迄站）、國光國小、臺中高農（建成路）、大智路口、樂業路口、進德國小、力行路口、光華高工、北屯國小、頂厝里、衛道新世界、空軍醫院、忠太東路口、西屯路口、中港路口、精誠七街口、公益公園、向上路口、忠明五權西路口、大勇國小、崇倫國中、和平里、美村南路口、忠明南路口。

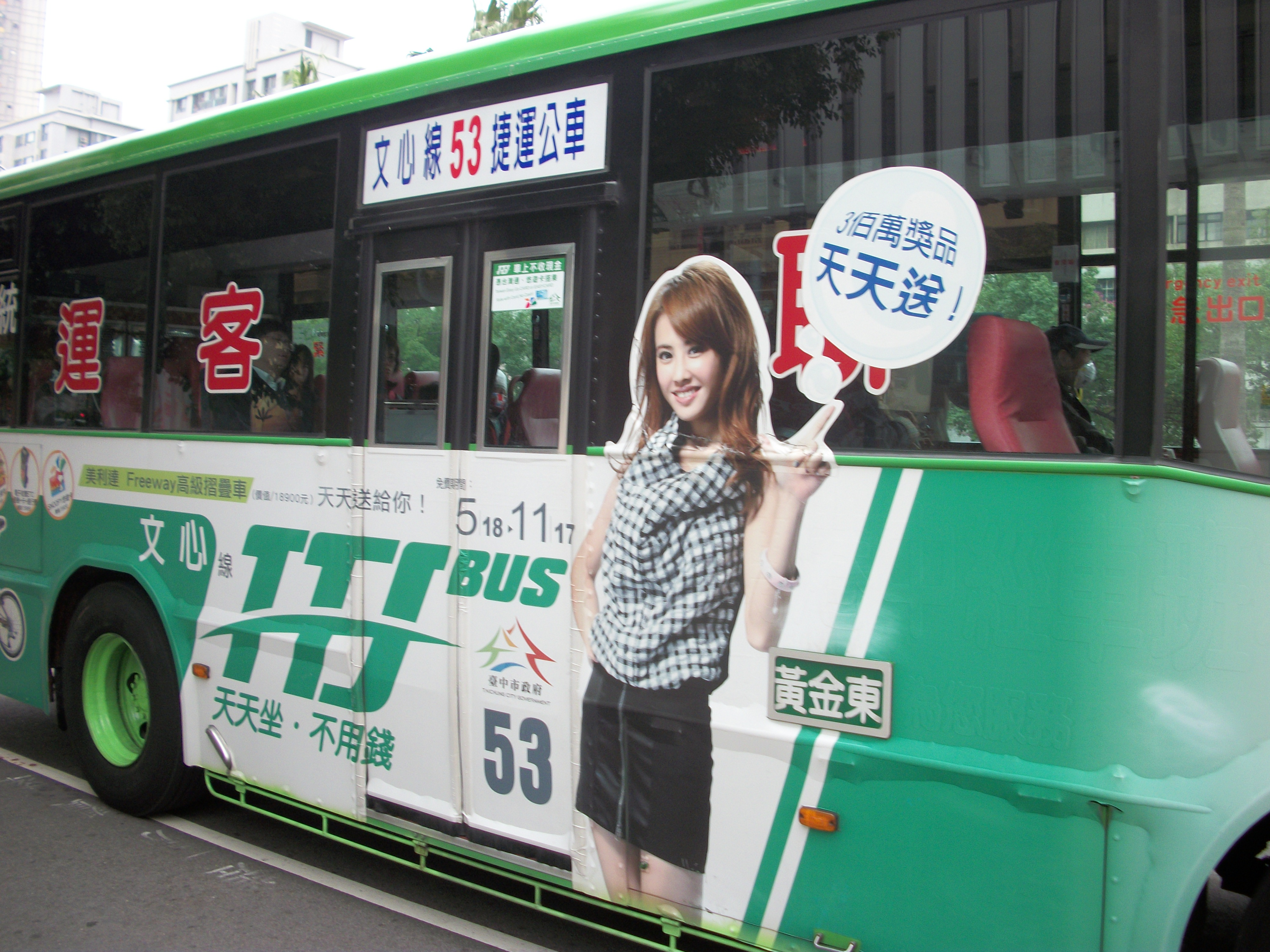
TTJ捷運公車文心線

53路
- 路線名稱：█ 文心線
- 營運客運：統聯客運
- 路線設計：半環一般
- 公車停靠站：
  - 舊社公園、平田、四維國小、昌平路口、崇德路口、文心國小、中清路口、陝西路口、重慶國小、文華高中、西屯路口、四川路口、中港路口、中央健保局、市政路口（家樂福文心店旁）、公益路口、文心森林公園、向心路口、南屯路口、豐樂公園、中山醫學大學、特力屋、臺中高工（單邊設站）、南區區公所（單邊設站）。

54路
- 路線名稱：█ 黎明線
- 營運客運：台中客運
- 路線設計：直線
- 公車停靠站：
  - 頂陳平、大德國中、水湳市場、陝西路口、長安路口、福上巷、福星路口、逢甲大學、僑光技術學院、戶政所、朝馬、環河路口、黎明國小、大業路口、黎民公益路口、五權西路口、黎明路口。

55路
- 路線名稱：█ 北屯國光線
- 營運客運：統聯客運
- 路線設計：直線
- 公車停靠站：
  - 舊社公園、平田里、大坑口、警察局第五分局、監理站、新民高中（北屯路）、莒光新城、臺中一中、臺中公園、干城、臺中車站、繼光街口、臺中女中、後備司令部、國光國小、中興大學（國光路側門）。

56路
- 路線名稱：█ 五權線
- 營運客運：統聯客運
- 路線設計：直線
- 公車停靠站：
  - 莒光新城、學士路口、光大里、公園路口、中山醫院（中港院區，站牌於五權路）、自立街口、文化中心、美術館、忠明南路口、東興路口、大墩路口、文心南路口、南屯（黎明路二段、五權西路二段路口）、永春東七路口、知高、文山國小、七星橋、嶺東科技大學。

57路
※TTJ 捷運公車推動初期時的路線之一，然自民國99年1月1日起停駛。
- 路線名稱：█ 中港線
- 營運客運：台中客運與統聯客運聯營
- 路線設計：直線
- 公車停靠站：

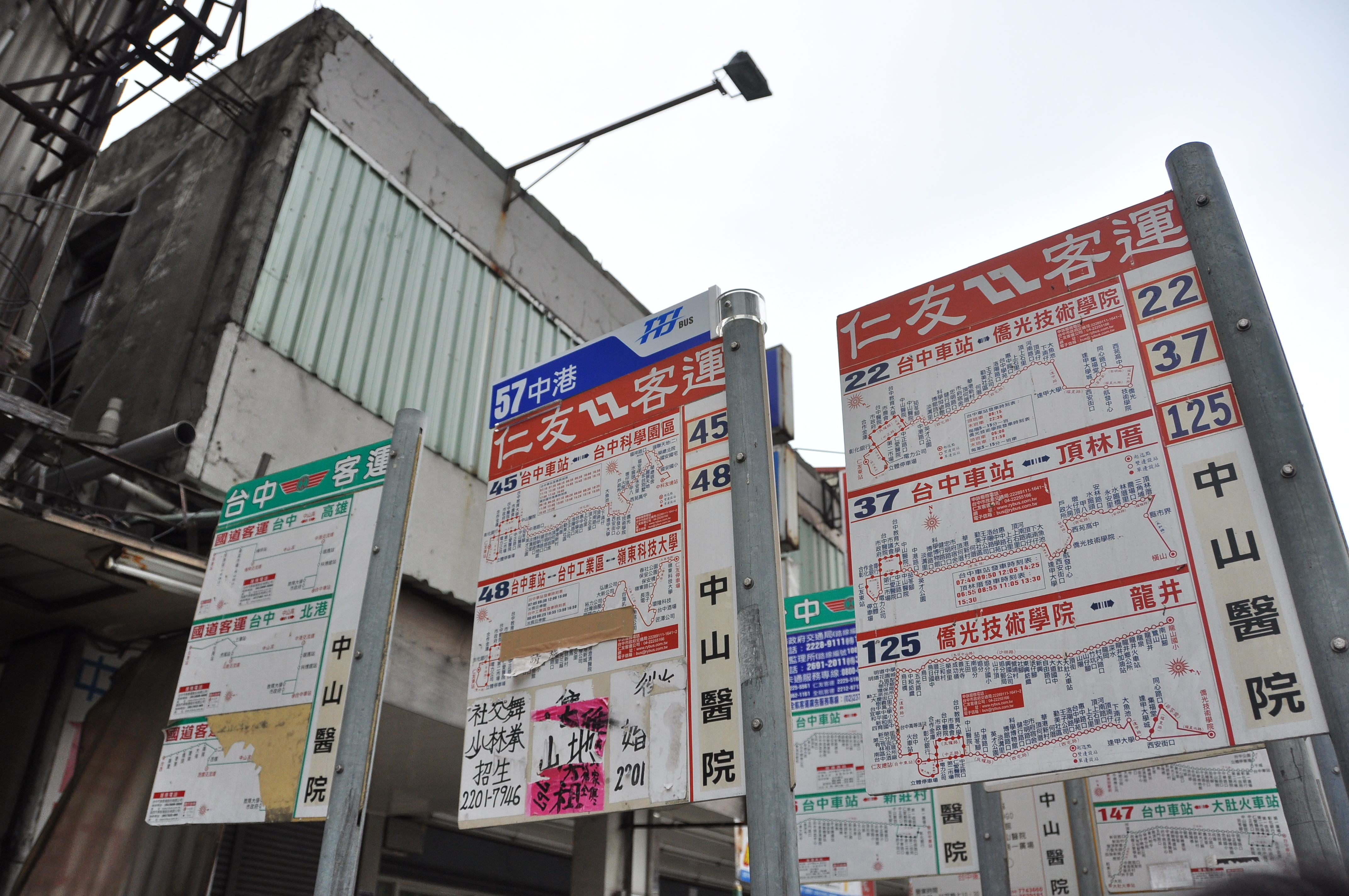
57路中港線在中山醫院的站牌

  - 綠川東站（單邊設站）、臺中車站（單邊設站）、第一廣場、第二市場、中華路口、中山醫院（中港院區）、民權路口、中正國小、科學博物館、忠明國小、頂何厝、文心路口、新光三越、朝馬、福安里、中港澄清醫院、臺中榮總、東海別墅。

### 2010年
2010年1月1日起，TTJ捷運公車服務範圍由原先的台中市區擴張至周邊原台中縣的三個鄉鎮，且整併新增停靠站為六條路線（原57 中港線停駛、原52路 忠明進化循環線改為收費公車）。
以下為2010版TTJ捷運公車六條路線（51、53、54、55、56、58）及原52路 忠明進化循環線。
2010年當時的路線
51路
- 路線名稱：█ 英才太平線
- 營運客運：豐原客運
- 路線設計：直線
- 公車停靠站：
  - 莒光新城、學士路口、五常里、光大里、臺中二中、文莊里、篤行國小、西屯路口、中港路口、公益路口、向上北路口、英才郵局、文化中心、忠信國小、貴和停車場、地方法院、臺中女中、繼光街口、臺中家商、臺中後火車站、德安購物中心、忠孝路口、大振街口、大東紡織廠、漢聲廣播電台、東門橋、太平橋前、下部仔、中油太平站、下太平、中太平、太平國小、太平運動場、東平國小、中興東成功路口、頂三叉、山腳、亞姆拉公司、和平橋、勤益科技大學。

52路
※改為一般路線，並由彰化客運接手。
53路
- 路線名稱：█ 文心幹線
- 營運客運：統聯客運
- 路線設計：半環一般
- 公車停靠站：

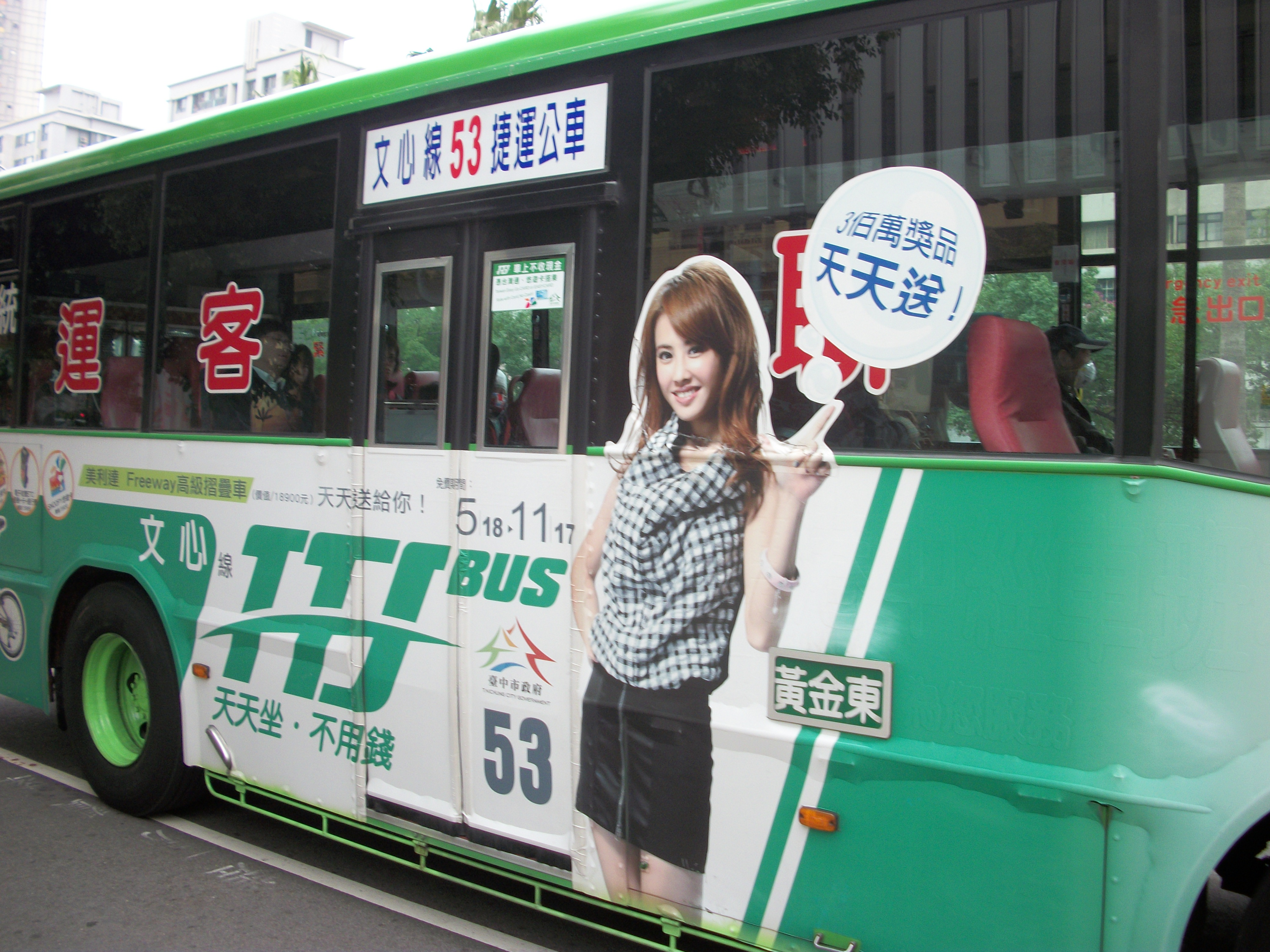
TTJ捷運公車文心線

  - 太原車站、三川福德祠、三甲公園、三和里、東光國小、聯安醫院、四維國小、文心昌平路口、文心熱河路口、文心崇德路口、文心國小、文心梅川西路口、文心山西路口、文心青島東街口、文心中清路口、陝西路口、台灣日報、重慶國小、文心河南路口、文華高中、文心甘肅路口、文心西屯路口、文心四川路口、文心中港路口、市警局、中央健保局、文心市政路口（家樂福文心店旁）、文心公益路口、文心森林公園、文心向心路口、文心五權西路口、文心南屯路口、永春東路口、豐樂公園、文心三民西路口、中山醫學大學、特力屋、文心大慶街口、高工文心南路口、臺中高工、工學一街口、僑泰中學（高工路）、積善公園、大明爽文路口、大明國光路口、大明益民路口、崇光國小、國立大里高中（現為興大附中）、益民德芳路口、益民國小、立人高中、下內新、兒童藝術館。

54路
- 路線名稱：█ 黎明幹線
- 營運客運：台中客運
- 路線設計：直線
- 公車停靠站：
  - 曉明女中、天津路商圈、頂賴厝、陝西路口、台灣日報、重慶國小、長安路口、福上巷、仟翔公司、河南停車場、福星路口、福星停車場、逢甲大學、西安街口、航發中心、僑光科技大學、西苑高中、西屯派出所、西屯郵局、朝馬、環河路口、龍門路口、黎明市政路口、黎明國小、黎明新村、黎明大業路口、黎明公益路口、三厝里、黎明五權西路口、南屯（黎明路二段、南屯路二段路口）、南屯國小、萬和國中、臺中市衛生局、永春東路口、豐樂公園。

55路
- 路線名稱：█ 北屯大里線
- 營運客運：統聯客運
- 路線設計：直線
- 公車停靠站：
  - 舊社公園、北新國中、平田里、特力屋北屯店、大坑口、中廣電台、北屯、警察局第五分局、監理站、寶覺寺、新民高中（北屯路）、莒光新城、體育場、臺中一中、游泳池、臺中公園、干城、臺中火車站、民權繼光街口、臺中女中、地方法院、醒修宮、恩光堂、國光國小、中興大學（國光路側門）、國光忠明南路口、國光橋、國光東興路口、仁愛醫院、國光德芳路口、國光花市、大里運動公園、國光中興路口、仁化路口、青年高中、大里市立圖書館。

56路
- 路線名稱：█ 五權幹線
- 營運客運：統聯客運
- 路線設計：直線
- 公車停靠站：
  - 干城、臺中公園、游泳池、臺中一中、體育場、莒光新城、學士路口、五常里、光大里、公園路口、中山醫院（中港院區，站牌於五權路）、五權民生路口、五權自立街口、文化中心、美術館、忠明南路口、東興路口、大墩路口、五權西文心路口、萬和路口、南屯（黎明路二段、五權西路二段路口）、三厝街口、永春東七路口、新生里、知高、頂文山、文山國小、文山里、一善堂、下文山、七星橋、嶺東高中、嶺東科技大學。

57路
※取消。
58路
- 路線名稱：█ 崇德幹線
- 營運客運：全航客運
- 路線設計：直線
- 公車停靠站：
  - 甘蔗村活動中心、潭子郵局、潭子火車站、雅潭中山路口、潭秀國中、北基加油站、雅潭大豐路口、崇德雅潭路口、崇德大豐一路口、縣市界、環中路口、臺中洲際棒球場、錦村市場、豐樂路口、崇德十路口、山西路口、北屯區行政大樓、崇德五路口、崇德一路口、民俗公園、瀋陽路口、崇德文心路口、北平路口、聖德禪寺、崇德橋、德化街口、新民高中（崇德路）、市立殯儀館、一心市場、中友百貨、臺中技術學院、臺中圖書館、臺中公園、干城、臺中火車站、第三市場、臺中國小、臺中高農（臺中路）、南門仔（南門路）、中興大學（興大路正門旁）、忠明南路口、健康公園、南和里、僑泰中學（美村南路）、工學一街口、永興里、臺中高工、南區區公所。

### 2011年
2011年1月1日起，轉型成一般市區公車按里程計費。6月1日起與所有台中市公車一同，持卡8公里內免費優惠。
路線變更方面，新成立50路大里霧峰幹線由統聯客運行駛，55路經調整路線，南端起訖點改至地方法院，北端起訖點延駛至豐原，並將營運業者由原統聯客運改為豐原客運，58路南端起訖點改至明德女中。

2月14日起50路起訖點由干城延駛至新民高中，58路南端起訖點由明德女中延駛至南區公所。
2011年當時的路線
50路
- 路線名稱：█ 大里霧峰幹線
- 營運客運：統聯客運
- 路線設計：直線
- 公車停靠站：
  - 新民高中（文英兒童公園）、返：新民高中（三民路）←莒光新城、臺灣體育學院體育場、臺中一中、臺灣體育學院遊泳池、臺中公園（雙十路）、干城站、臺中火車站、民權繼光街口、臺中女中、地方法院、醒修宮（復興有恆街口）、恩光堂、國光國小、中興大學（國光路）、國光忠明南路口、國光橋（大明國光路口）、國光東興路口、大里仁愛醫院、國光德芳路口、國光花市、大里運動公園、國光中興路口、中興仁化路口、青年高中、大里圖書館（中興路）、草湖、中興東南路口、中正吉峰路口、霧峰農工、甲寅里、市場前、霧峰、郵局前、教育廳（現為教育部國教署）、霧峰國小、省咨議會（現為立法院中部辦公室）、八德橋、光復新村、921地震教育園區。

51路
- 路線名稱：█ 英才太平線
- 營運客運：豐原客運
- 路線設計：直線
- 公車停靠站：
  - 莒光新城、學士路口、五常里、光大里、臺中二中、文莊里、篤行國小、英才西屯路口、英才中港路口、英才公益路口、英才向上北路口、英才郵局、文化中心(英才路)、忠信國小、貴和停車場、地方法院、臺中女中、民權繼光街口、臺中家商、臺中後火車站、新時代購物中心、忠孝路口、大振街口、大東紡織廠、漢聲廣播電台、東門橋、太平橋前、下部仔、中油太平站、下太平、中太平、太平國小、太平運動場、東平國小、中興東成功路口、頂三叉、山腳、亞姆拉公司、和平橋、勤益科技大學、坪林、太平國中、大興一街、大興五街、屯區藝文中心。

52路
※仍為彰化客運營運之一般路線。
53路
- 路線名稱：█ 文心幹線
- 營運客運：統聯客運
- 路線設計：半環一般
- 公車停靠站：
  - 太原車站、三川福德祠、三甲公園、三和里、東光國小、聯安醫院、四維國小、文心昌平路口、文心熱河路口、文心崇德路口、文心國小、文心梅川西路口、文心山西路口、文心青島東街口、文心中清路口、陝西路口、台灣日報、重慶國小、文心河南路口、文華高中、文心甘肅路口、文心西屯路口、文心四川路口、文心中港路口、市警局、中央健保局、文心市政路口（家樂福文心店旁）、文心公益路口、文心森林公園、文心向心路口、文心五權西路口、文心南屯路口、永春東路口、豐樂公園、文心三民西路口、中山醫學大學、特力屋、文心大慶街口、高工文心南路口、臺中高工、工學一街口、僑泰中學（高工路）、積善公園、大明爽文路口、大明國光路口、大明益民路口、崇光國小、國立大里高中、益民德芳路口、益民國小、立人高中、下內新、兒童藝術館。

54路
- 路線名稱：█ 黎明幹線
- 營運客運：臺中客運
- 路線設計：直線
- 公車停靠站：
  - 下港尾、中清同榮路口、貿易三村、后庄國宅、中清后庄路口、后庄仔、頂陳平、陳平、全民醫院、大德國中、水湳市場、水湳、下水湳、文心陝西路口、台灣日報、重慶國小、河南長安路口、河南福上巷口、仟翔公司、河南停車場、河南福星路口、福星停車場、逢甲大學、福星西安街口、航發中心、僑光科技大學、西苑高中、西屯派出所、西屯郵局、朝馬、黎明環河路口、西屯區公所、黎明市政路口、黎明國小、黎明新村、黎明大業路口、黎明公益路口、三厝里、黎明五權西路口、黎明南屯路口、南屯國小、黎明永春東路口、黎明文心南五路口、下豐樂里、鎮平里、鎮平環中路口、鎮平國小、中和、昌興新村、中和新村、烏日啤酒廠、新興五光路口、烏日區公所、明道中學。

55路
- 路線名稱：█ 潭子豐原幹線
- 營運客運：豐原客運
- 路線設計：直線
- 公車停靠站：
  - 豐原、返：和平街、媽祖廟、豐原郵局、電信局、豐原高商、警察局、輸配電、文化新村、菸廠、永豐螺絲、校栗林、弘文中學、矽品精密、潭秀里、潭子加工區、潭子、潭子火車站、潭子區公所、中山圓通南路口、中山合作街口、僑忠國小、瓦窯、頭家厝、中山中興路口、中山松山街口、舊社公園（北屯路）、北新國中、平田里、特力屋北屯店、大坑口、中廣電台、北屯、警察局第五分局、監理站、寶覺寺、新民高中、一心市場、中友百貨、臺中技術學院（現為臺中科技大學）、臺中圖書館、臺中公園臺中公園、干城、臺中火車站、民權繼光街口、臺中女中、地方法院。

56路
- 路線名稱：█ 五權幹線
- 營運客運：統聯客運
- 路線設計：直線
- 公車停靠站：
  - 干城、臺中公園、臺灣體育學院遊泳池、臺中一中、臺灣體育學院體育場、莒光新城、學士路口、五常里、光大里、公園路口、中山醫院（中港院區，站牌於五權路）、五權民生路口、五權自立街口、文化中心、美術館、忠明南路口、東興路口、大墩路口、五權西文心路口、萬和路口、南屯（黎明路二段、五權西路二段路口）、三厝街口、永春東七路口、新生里、知高、頂文山、文山國小、文山里、一善堂、下文山、七星橋、嶺東高中、嶺東科技大學。

57路
※新增一條由台中客運營運之一般路線，新民高中─梧棲漁港。
58路
- 路線名稱：█ 崇德幹線
- 營運客運：全航客運
- 路線設計：直線
- 公車停靠站：
  - 甘蔗村活動中心、潭子郵局、潭子火車站、雅潭中山路口、潭秀國中、北基加油站、雅潭大豐路口、崇德雅潭路口、崇德大豐一路口、縣市界、環中路口、臺中洲際棒球場、錦村市場、豐樂路口、崇德十路口、山西路口、北屯區行政大樓、崇德五路口、崇德一路口、民俗公園、瀋陽路口、崇德文心路口、北平路口、聖德禪寺、崇德橋、德化街口、新民高中（崇德路）、市立殯儀館、一心市場、中友百貨、臺中技術學院（現為臺中科技大學）、臺中圖書館、臺中公園、干城、臺中火車站、第三市場、臺中國小、臺中高農（臺中路）、南門仔、去:明德女中（台中路）、明德女中（明德街）、國光忠明南路口、大明國光路口、大明爽文路口、積善公園、僑泰中學（高工路）、工學一街口、臺中高工、南區區公所。

### 環線捷運公車
2011年9月1日起免費搭乘。

2012年2月1日91路新社山環線免費公車神岡區公所端點向西延伸行駛至舊庄，新社高中端點向南延伸行駛至中興嶺停車場

2013年7月8日恢復為一般收費公車。
環線捷運公車當時的路線
90路
- 路線名稱：█ 和平山環線
- 營運客運：豐原客運
- 路線設計：直線
- 公車停靠站：
  - 豐原車站、頂街、新都酒店、豐原老人會館、向陽圓環東路口、文化中心、圓環東水源路口、永豐原紙廠、翁子、翁子保養場、翁子國小、半張、豐勢國豐路口、國家教育研究院、朴子口、民安、埤頭、石岡水壩、岡尾、石岡、石岡區公所、九房厝、情人木橋、社寮角、新豐冷凍、梅子、明山寺、下土牛、連厝、土牛（豐勢路）、新豐新寧街口、東新國中、東勢老人會館、東勢、南平里、中嵙口、東勢南站、石角口、新盛里、尾社、三鑫公司、東關福山路口、新伯公、詒新、下城里、上城里、頭汴角、成功新村、大茅埔、慶福里、下段、上段、水簡頭、馬鞍寮、東關湖楓路口、老楓樹下、楓樹下、天冷、大同橋、燥坑、和合、東關和榮路口、外和平、和平、和平區農會、和平衛生所。

91路
- 路線名稱：█ 新社山環線
- 營運客運：豐原客運
- 路線設計：直線
- 公車停靠站：
  - 舊庄、頂舊庄、永進公司、庄尾、新庄車庫、新庄、福德祠、頂車站、圳堵、圳堵里口、頂圳前、圳前里、神圳國中、中正中山路口、神岡、神岡區公所、庄頭、北庄、中山溝心路口、電信局、福華公司、福隆新村、神岡國中、社口、紅瓦厝口、望寮、大社、臺豐社區、社皮鐵路巷、忠勤新村、三光新村、中正圓環西路口、慈龍寺、豐原郵局、慈濟宮、豐原車站、頂街、新都酒店、豐原老人會館、向陽圓環東路口、文化中心、圓環東水源路口、永豐原紙廠、翁子、翁子保養場、翁子國小、半張、豐勢國豐路口、國家教育研究院、朴子口、民安、埤頭、石岡水壩、岡尾、石岡、石岡區公所、九房厝、情人木橋、萬仙萬華街口、盤安橋、親水緣、協園、山頂、電信局前、中正里、新社郵局、下新社、新社、頂新社、新社新村、新社高中、復興社區、種苗繁殖場、大南、內觀中心、廖厝、水頭、國隆社區、馬力埔、活動中心、教堂前、新二村、陳厝、下中興嶺、營區前、中興嶺、中興嶺停車場。

92路
- 路線名稱：█ 豐安環線
- 營運客運：豐原客運
- 路線設計：直線
- 公車停靠站：
  - 豐原車站、豐原國中、慈興宮、道班前、農會事業場、溪底、正隆紙廠、枋寮、七星農場、馬場入口、牛稠坑、南后里、啟明學校、下后里、后里電信局、民生文明路口、內埔市場、后里區公所、公安主和路口、雅藝公司、中和、松鶴酒庄、月眉糖廠、月眉、甲后四月路口、水利會、忠明新城、四塊厝、司普公司、三崁中點、三崁、久輪公司、二崁、外埔郵局、外埔、後寮、大甲東、大甲東新城、東泰新城、甲工路口、中山里、永光寺、中正紀念館、大甲高中（水源路）、大甲、大甲火車站、三角街、庄尾、昇和醫院、順天國中、家畜市場、遠東手套、福興、三元莊、大安區公所、中庄、中山南中海路口、下龜殼、龜殼里、溪洲、塭寮橋、海墘、大安港南北九路口、水柳、腳踏、西安里、大安國中。

93路
- 路線名稱：█ 海環線
- 營運客運：台中客運
- 路線設計：直線
- 公車停靠站：
  - 高鐵臺中站、三和里1、三和里2、烏日戶政所、成功嶺、善光寺、王田、南追分、追分、追分國小、山仔頂、追分郵局、興國公司、營埔里、社腳、東興紡織、崁仔腳、新興里、沙田自由路口、大道國中、大肚、大肚區公所、大肚火車站、頂街（沙田路）、北頂街、山陽、山仔腳、竹坑口、村內路口、深水、龍岡、龍井加油站、龍井區公所、龍井火車站、龍泉、龍目井、鷺山、南山腳、龍山國小（山腳里）、沙田太平路口、南勢里、沙田天仁街口、文光國小、興仁里、沙田鎮南路口、沙鹿市場、第一銀行（沙鹿分行）、童綜合醫院（沙鹿院區）、文化莊、家扶中心、鹿寮成衣商圈、鹿寮里、中峰、勞工育樂中心、鹿峰、中山星河路口、清水電信局、清水高中、華南銀行（清水分行）、清水、中山董公街口、中山高美路口、下湳加油站、朝興宮、下湳子、三田國小、頂湳子、轉播站、震陽工廠、菁埔里、甲南、水汴頭、番子寮、外水尾、大甲高中、南陽里、大甲火車站、大甲郵局、大同診所、頂店、鐵砧山、大安溪、日南、經國黎明路口、永安新村、陳家莊、打鐵庄、五里牌、幼獅工業區、虎尾寮、銅安厝。

## 服務時間及班次
- 每日早上六點至晚上十點營運
- 平日尖峰時段：（6:30～8:30、16:30～18:30）：每十分鐘一班。
- 平日離峰時段、例假日：每十五分鐘一班。

## 收費及付款方式
2011年6月1日起一律為8公里免費，後續從2015年7月8日起，延長為10公里免費

### 過去
2011年1月1日起，比照市區公車按里程收費。
2009年5月18日至12月31日，憑臺灣通（含原臺中e卡通）或ETC或悠遊卡於上下車時分別刷卡一次即可免費搭乘，不接受投現。
2010年1月1日至12月31日，全日免費搭乘，但持臺灣通（或臺中e卡通）刷卡，下車刷卡起二小時內再持卡轉乘不同路線之市區公車者，享一次基本里程8公里（20元）免費搭乘。

## 設備
為達到捷運公車設立的目標：「準點、快速、車輛新」，所有捷運公車均裝有GPS公車動態系統及車內自動站名播報系統，並提供國語、台語和英語三語廣播，以讓乘客知道自己身處在那個車站，公車公司亦可全天候監察公車行駛情況。而這些路線的停站點都較一般路線少，故能提供更快捷的服務，另外為確保捷運公車服務質素良好，所有用作行駛捷運公車的車輛車齡都需要在5年內。

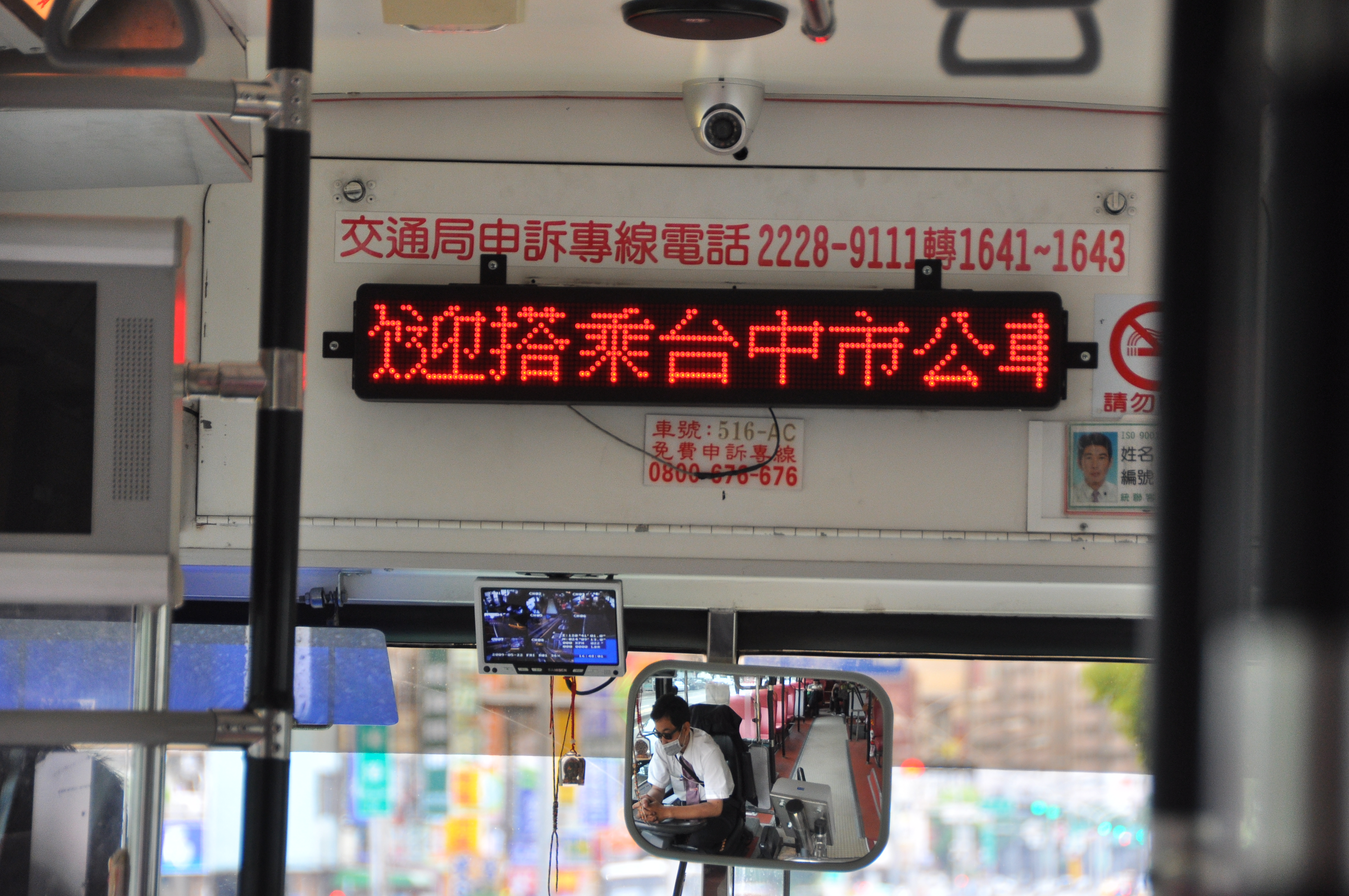
捷運公車內的站名播報系統

## 乘客反應
乘客普遍歡迎捷運公車的設立，改善原本大部分市民騎乘機車和開車上班的情況，選擇改搭免費的捷運公車。但車班數及便利性還是有很大的改善空間。

## 外部連結
- TTJ捷運公車官方網站
- 2010二代TTJ捷運公車（页面存档备份，存于）